# Bằng Thành
Bằng Thành là xã cực bắc của tỉnh Thái Nguyên, Việt Nam. Khu vực trụ sở cơ quan của xã là trung tâm hành chính của huyện Pác Nặm cũ.

## Địa lý
Xã có vị trí địa lý:
- Phía đông giáp tỉnh Cao Bằng và xã Nghiên Loan
- Phía tây giáp tỉnh Cao Bằng và xã Cao Minh
- Phía nam giáp xã Cao Minh và xã Nghiên Loan
- Phía bắc giáp tỉnh Cao Bằng

Xã Bằng Thành có diện tích 208,22 km², dân số năm 2025 là 13.984 người.

## Lịch sử
Tháng 6 năm 2025, xã Bằng Thành được thành lập trên cơ sở nhập toàn bộ diện tích tự nhiên, quy mô dân số của xã Bằng Thành (diện tích tự nhiên là 83,54 km², dân số là 4.267 người), xã Bộc Bố (diện tích tự nhiên là 53,36 km², dân số là 5.175 người), xã Nhạn Môn (diện tích tự nhiên là 43,67 km², dân số là 2.381 người) và xã Giáo Hiệu (diện tích tự nhiên là 27,65 km², dân số là 2.161 người) của huyện Pác Nặm. Trụ sở làm việc của xã nằm tại xã Bộc Bố cũ.

## Hành chính
Đến năm 2019, xã Bằng Thành có 16 thôn là Khuổi Mạn, Pác Nặm, Khuổi Luông, Khuổi Lính, Khuổi Khí, Bản Khúa, Phja Đăm, Nà Lại, Nà Cà, Nà Vài, Lủng Mít, Khuổi Sảm, Bản Mạn, Khuổi Lạn, Khâu Bang, Nặm Sam.
Xã Nhạn Môn có tám thôn là Khuổi Ỏ, Phai Khỉm, Nà Bẻ, Vi Lạp, Phiêng Tạc, Ngảm Váng, Nặm Khiếu, Slam Vè.
Xã Giáo Hiệu có tám thôn là Nà Thiêm, Nà Muồng, Nà Mỵ, Nà Hin, Khâu Slôm, Hồng Mú, Khuổi Lè, Cốc Lào.
Xã Bộc Bố có 15 thôn là Nà Coóc, Đông Lẻo, Nà Lẹng, Nà Lẩy, Lủng Pảng, Phiêng Lủng, Khâu Vai, Nặm Mây, Nà Phẩn, Nà Hoi, Nà Phầy, Khâu Phảng, Khâu Đấng, Khuổi Bẻ, Nà Nghè.